# Karl Begrich
Karl Gustav Adolf Begrich (* 9. September 1879 in Schora/Zerbst; † 26. Januar 1952 in Emersleben) war ein deutscher evangelischer Pfarrer und Theologe.

## Biografie

### Familie
Begrich war der jüngste Sohn des Pfarrers Karl Gustav Adolf Begrich (1833–1905) und dessen Ehefrau Minna Magdalena Dorothea Brennecke (1842–1911), Tochter eines Zuckerrübenfabrikbesitzers aus Wegeleben bei Halberstadt. Ihre Familie gehörte zur Brüdergemeine Gnadau. Sowohl sein Onkel väterlicherseits, Carl Eduard Friedrich Begrich (1839–1901), als auch die beiden älteren Brüder Paul und Johannes Begrich waren Pastoren. Die Theologen Joachim Begrich und Martin Begrich waren Neffen.
Wie sein ältester Bruder Paul heiratete Begrich eine der fünf Töchter des Pastors August Müller, Oberpfarrer von Barby. Gertrud Müller war eine Großnichte des Gründers der St. John Lutheran Church in Chester (Illinois) C. H. Siegmund Buttermann (1819–1849).
Gertrud und Karl Begrich hatten fünf Kinder, unter denen die drei Söhne Jobst, Heinrich und Siegfried Begrich, ebenfalls Pastoren wurden.
Der Theologe und Autor Gerhard Begrich und der langjährige Leiter der Finanzabteilung des Kirchenamtes der EKD, Thomas Begrich, sind Enkel.

### Ausbildung und Beruf
Wie seine Brüder Paul, Johannes und Otto Begrich besuchte Karl Begrich bis 1899 das Gymnasium Unserer Lieben Frauen in Magdeburg und studierte anschließend sieben Semester Theologie in Halle, wo er 1903 das erste theologische Examen ablegte. Bis 1904 war er Hauslehrer im Hause von Gansauge in Wernigerode. 1904 promovierte er an der Universität Tübingen über das Thema Das Messiasbild des Ezechiel. Nach dem Predigerseminar in Wittenberg und dem zweiten theologischen Examen wurde er 1905 im Magdeburger Dom ordiniert. Kirchenpatron Graf von Helldorf berief ihn zum Pfarrer in Predel, als Nachfolger seines älteren Bruders Johannes Begrich. 1908 folgte er dem Ruf der Kirchgemeinde Profen. Damit ließ er sich in der Nähe seiner Brüder in der Gegend um Zeitz nieder.
Begrich betrieb eine rege Jugendarbeit, seine Gottesdienste waren gut besucht. Dem Zeitzer Superintendenten und Oberpfarrer Heinrich Kabis wird nachgesagt, er soll in Bezug auf die geschätzte Arbeit der Brüder prophezeit haben: „Es wird die Zeit kommen, daß man fragen wird: Ist denn kein Begrich da?“ Nach dem frühen Tod der beiden Brüder folgte Begrich dem Ruf nach Emersleben, wo er 1952 starb. Beide Pfarrstellen übernahmen Söhne von ihm. Der älteste Sohn Jobst Begrich erhielt eine Pfarrstelle in Bornhagen und zog ab 1952 auf den Pfarrhof Reinsdorf, wo hundert Jahre zuvor der Bruder von H. C. Siegmund Buttermann gewirkt hatte –  Eduard Buttermann (1814–1882).
Während des Nationalsozialismus war Begrich wie auch seine drei Pastorensöhne Mitglied der Bekennenden Kirche und vermied den Hitlergruß. Neben seiner pfarramtlichen Tätigkeit publizierte er zu theologischen und historischen Fragen in regionalen Zeitungen; während des Ersten Weltkrieges etwa auch die Feldpostbriefe des Lehrers Hans Kondruß.
Seine Dissertation Das Messiasbild des Ezechiel wird noch heute rezipiert und diskutiert.